# Nguyễn Công Hùng
Nguyễn Công Hùng (26 tháng 6 năm 1982 – 31 tháng 12 năm 2012) là một công dân Việt Nam nổi tiếng với nghị lực sống và làm việc, được mệnh danh là Hiệp sĩ công nghệ thông tin.

## Cuộc đời
Nguyễn Công Hùng sinh tại xã Nghi Diên, huyện Nghi Lộc, tỉnh Nghệ An. Khi mới 2 tuổi, vì mắc căn bệnh hiểm nghèo khiến anh bị liệt toàn thân. Nhưng anh vẫn cố gắng đi học, đến năm học lớp 7, anh phải nghỉ vì bệnh ngày càng trầm trọng, cơ thể chỉ còn chưa đầy 20 kg. Năm 15 tuổi, Nguyễn Công Hùng liệt gần như hoàn toàn, chỉ còn cử động được 2 ngón tay rồi cuối cùng là 1 ngón tay.
Bằng nghị lực của mình, Nguyễn Công Hùng vẫn tự học để đến năm 21 tuổi (2003), anh mở Trung tâm tin học dành cho người khuyết tật. Anh còn sáng lập trang website mang tên www.nghilucsong.net với nội dung hỗ trợ người khuyết tật tìm kiếm thông tin về việc làm và học tập với hơn 30.000 thành viên khắp thế giới, 100.000 bài viết được sẻ chia.
Năm 2005, Nguyễn Công Hùng được Tạp chí Công nghệ Thông tin eChip trao tặng danh hiệu Hiệp sĩ công nghệ thông tin.
Anh đã qua đời trong chuyến công tác ở Miền Tây vào ngày 31 tháng 12 năm 2012.

## Giải thưởng và vinh danh
Năm 2006, Nguyễn Công Hùng được Thủ tướng Nguyễn Tấn Dũng trao Giải thưởng "Gương mặt trẻ Việt Nam tiêu biểu", Trung ương Đoàn Thanh niên Cộng sản Hồ Chí Minh trao tặng "Gương mặt trẻ tiêu biểu" và được Tổng Bí thư Nông Đức Mạnh trao bằng khen "Thanh niên tiêu biểu" của Hội Liên hiệp Thanh niên Việt Nam.
Năm 2010, Trung tâm Nghị lực sống của anh đoạt giải thưởng đặc biệt về "Cơ sở đào tạo công nghệ thông tin cho người khuyết tật tốt nhất" trong cuộc thi Victa Awards 2010 của Bộ Thông tin và Truyền thông Việt Nam.
Năm 2011, Nguyễn Công Hùng được Phó thủ tướng Nguyễn Thiện Nhân trao tặng kỷ niệm chương "15 năm – Gương mặt trẻ Việt Nam tiêu biểu".
Ngoài những tặng thưởng trên, Nguyễn Công Hùng còn được trao tặng nhiều giải thưởng khác.

## Lời nói
"Tôi ví hành trình đời sống của tôi giống như việc đi lấy chân kinh vậy. Khả năng sống độc lập, tự tin, trung thực và yêu thương người đồng cảnh là những quyển kinh mà ai muốn có nó đều phải cần cù chăm chỉ"